# Carlos Orlando de Francia
Carlos Orlando de Francia (en francés, Charles Orland de France; 11 de octubre de 1492-16 de diciembre de 1495) fue el hijo primogénito y heredero del rey Carlos VIII de Francia y la duquesa Ana de Bretaña. Fue su único hijo en vivir más de unos meses.

## Vida
A las cuatro de la mañana del 10 de octubre de 1492, la reina dio a luz a un bebé robusto y bien formado que automáticamente pasó a ser delfín de Francia.
El delfín fue inmediatamente tema de controversia. Sus parientes y su madrina, Juana de Laval, viuda del rey Renato I de Nápoles, querían llamarlo Orlando (Orland, en francés), por Rolando, el héroe carolingio del Cantar de Roldán con el nombre en italiano. El nombre le fue sugerido por Francisco de Paula, un ermitaño y predicador en quien tenían confianza. Sin embargo, los padrinos (Luis, duque de Orléans, el siguiente en la línea para el trono, y Pedro, el duque de Borbón) rechazaron llanamente permitir a un futuro rey de Francia recibir un nombre extranjero y rogaron que en vez de eso le llamaran como sus antepasados: Luis, Felipe o Carlos.
Finalmente, después de tres días de disputa, se alcanzó un compromiso: el delfín recibiría el nombre de Carlos Orlando en francés y Orlandus Carolus en latín. Fue bautizado el 13 de octubre.
Descrito por el cronista Philippe de Commines como un "niño hermoso y atrevido en el mundo, no temiendo las cosas que otros niños se acostumbran a temer", Carlos Orlando fue un niño sano y vigoroso, que crecía bien y fuerte, hablaba con fluidez a los tres años de edad. A los 18 meses, lo instalaron en Amboise, con dos tutores, los señores de Boisy y That-Guénant, una aya, Madam de Bussière, y rodeado por una multitud de siervos. Era el orgullo de sus padres.
En el otoño de 1495, hubo una epidemia de sarampión en la Turena. Carlos VIII (quien después de regresar de Italia permaneció en Lyon, se reunió allí con la reina), ordenó que el niño fuera todavía más protegido, encerrado en Amboise. Pero sin éxito: Carlos Orlando contrajo el sarampión, y a pesar de los esfuerzos de los doctores y las oraciones de los monjes, falleció el 16 de diciembre de 1495. Su madre se volvió loca de dolor.
Al año siguiente tuvieron otro hijo, también delfín y al que llamaron Carlos, pero vivió solo menos de un mes.

## Sucesión
| Predecesor: Carlos | Delfín de Francia 11 de octubre de 1492 - 16 de diciembre de 1495 | Sucesor: Carlos, 13.º Delfín |